# قائمة المعارك والعمليات في حرب فلسطين 1948

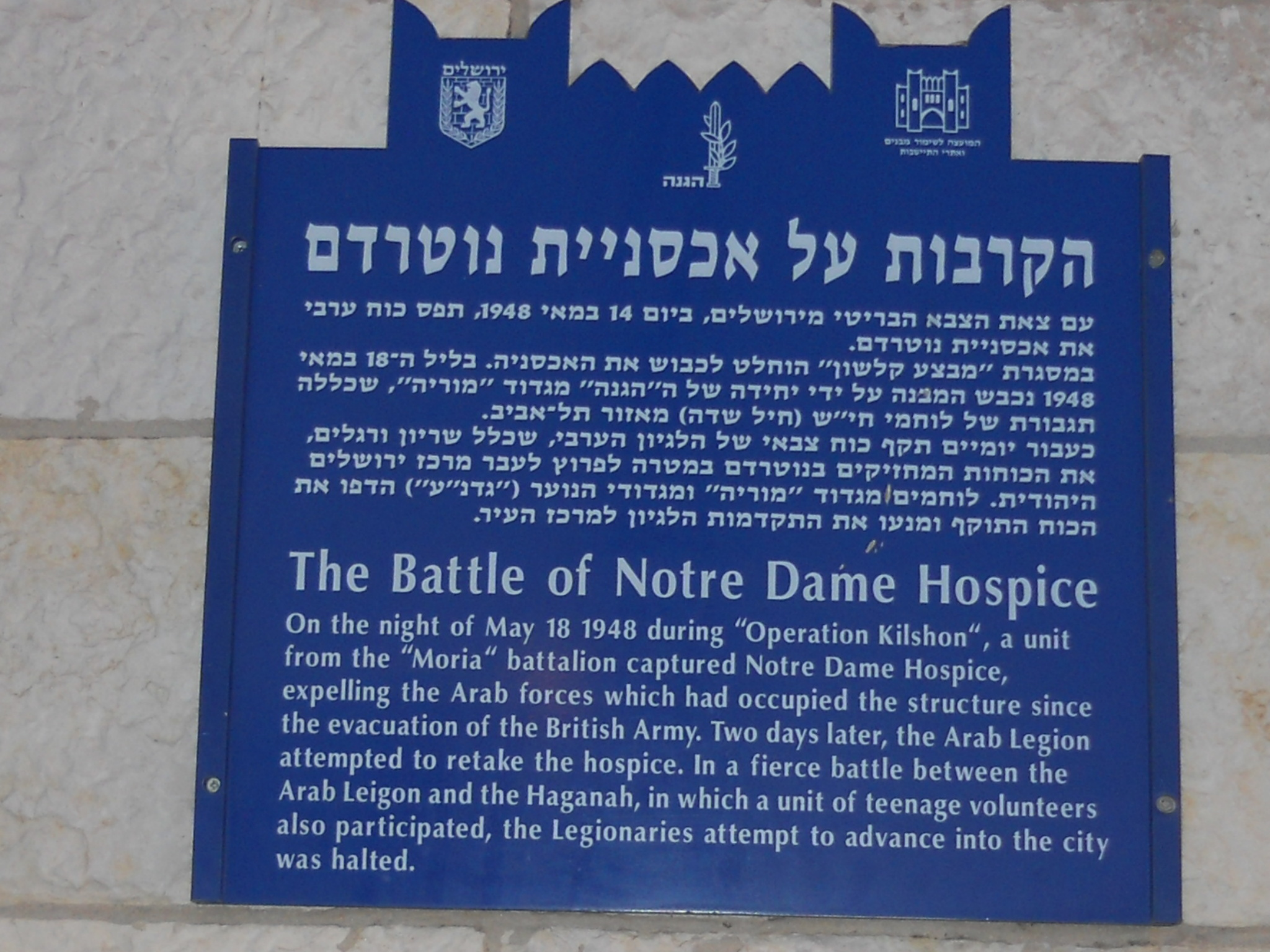
إشعار خارج دار رعاية نوتردام دو فرانس، القدس معركة دار نوتردام ليلة 18 مايو 1948

هذه قائمة المعارك والعمليات في حرب فلسطين 1948، قد يعتبر الاحتلال الإسرائيلي المجازر الذي قام بها بأنها عملية عسكرية.
- الطنطورة (حيفا)
- حرب 1948
- حرب التطهير العرقي لفلسطين 1947–48
- حرب فلسطين 1948
- معركة حيفا (1948)
- خطة دالت
- عملية الموت للغزاة
- عملية باراك
- عملية حيرام
- العملية ديكل
- عملية شموني
- عملية عوبدا
- مجزرة الصفصاف
- مجزرة عيلبون
- مذبحة دير ياسين
- معارك وادي كيناروت
- معركة أسدود
- معركة القدس
- عملية كيديم
- معركة القسطل
- معركة القصر
- معركة اللطرون
- معركة مشمار هعيمك
- معركة نيتسانيم